# Vai (Kreta)
Vai (grčki: Βάι) je jedna od najvećih atrakcija na mediteranskom otoku Kreti, to je pješčana plaža s palminom šumom. 
Na plažu se oslanja šuma koja se sastoji od kretske datule (Phoenix theophrasti). Za turiste Vai je otkriven početkom 1970-ih, a na kraju tog desetljeća je popularno odredište hipija koji su napustili stara odredišta Matalu i Preveli. Početkom 1980-ih Vai je bio pun turista s naprtnjačama iz cijelog svijeta, što dovodi do mješavine kaotičnog kampiranje i smetlišta. Zbog toga Vai je zatvoren i proglašen zaštićenim područjem. Jedinstvena šuma se oporavila, a plaža je postala čista.
Sada je velika turistička atrakcija, a u kolovozu je teško naći mjesto na plaži ili pak bilo gdje parkirati. Pješčana plaža s obližnjim Manastirom Toplou je turističko središte istočne Krete, s tisućama posjetitelja svake godine. Vai se nalazi u neposrednoj blizini otoka Palekastra, Sitia i Dionysadesa.

## Vanjske poveznice
Turističke informacije o Vai